# Arndt Borkhardt
Arndt Borkhardt (* 22. September 1963 in Lübz) ist ein deutscher Kinderarzt, Onkologe und Immunologe.

## Leben
Arndt Borkhardt wurde 1963 in Mecklenburg als Sohn der Mikrobiologin Hertha-Lore Borkhardt geboren. 1982 absolvierte er sein Abitur in Magdeburg. Danach absolvierte er seinen Grundwehrdienst in der NVA. 1984 begann er ein Studium der Medizin an der Medizinischen Akademie Magdeburg. Dabei absolvierte er 1989–1990 in seinem Praktischen Jahr, neben den Ausbildungsinhalten Chirurgie, Innere Medizin und Pädiatrie, im Bereich der Physiologie am Magdeburger Institut für Neurobiologie und Hirnforschung. 1990 wurde Borkhardt mit einer Arbeit über Elektrokortikale Korrelate der Gedächtnisleistung promoviert. 1990 wurde Borkhardt Assistenzarzt an der Kinderklinik der Magdeburger Medizinischen Akademie.
Im Januar 1991 erhielt er das Molekulargenetische Forschungsstipendium der Stüssgen-Schmidt-Stiftung und war an der Kinderklinik der Justus-Liebig-Universität Gießen tätig. Danach begann er dort im Mai 1992 seine Facharztweiterbildung zum Facharzt für Kinderheilkunde, die er 1997 abschloss und zum Funktionsoberarzt ernannt wurde. Später erfolgte die Ernenneung zum Oberarzt für Neonatologie und Pädiatrische Intensivmedizin an der Klinik in Gießen. 1998 wurde er für seine Arbeit Molekulargenetische Untersuchungen von chromosomalen Aberrationen bei hämatologischen Neoplasien im Kindesalter mit dem Adalbert-Czerny-Preis der Deutschen Gesellschaft für Kinder- und Jugendmedizin (DGKJ) ausgezeichnet.
Borkhardt wurde 1999 habilitiert mit molekulargenetischen Arbeiten zur Leukämieentstehung bei Kindern und erhielt die Venia legendi im Fach Kinderheilkunde an der Universität Gießen. Als Oberarzt für Pädiatrische Hämatologie und Onkologie und Leiter des Molekulargenetischen Labors der Klinik war er im Anschluss bis 2001 an der Einrichtung tätig.
2003 erhielt er den Ruf auf die C3-Professur Pädiatrische Hämatologie und Onkologie, Stammzelltransplantation an die Ludwig-Maximilians-Universität München. Außerdem wurde er Leiter der hämatologisch-onkologischen Station am von Haunerschen Kinderspital und Ausbildungsleiter der Bayerischen Ärztekammer.
2005 ehrte die Deutsche Akademie der Naturforscher Leopoldina Borkhardt mit der Carus-Medaille und dem Carus-Preis der Stadt Schweinfurt.
Zwischen 2005 und 2006 erhielt Borkhardt einen Ruf auf die Lehrstühle für Allgemeine Kinderheilkunde bzw. Pädiatrische Hämatologie und Onkologie an den Universitäten Halle (2005), Duisburg-Essen (2006), Jena (2006), sowie an der Heinrich-Heine-Universität Düsseldorf. Letzteren Ruf nahm Borkhardt an und ist seit dem 2. November 2006 Direktor der Klinik für Pädiatrische Hämatologie, Onkologie und Klinische Immunologie an der Universität Düsseldorf. Seit dem Jahr 2012 ist Borkhardt Mitglied der Gelehrtenakademie Leopoldina.
Borkhardt ist verheiratet und hat drei Töchter.

## Schriften
- mit Irwin Reiss, Roswitha Füssle, Andreas Sziegoleit mit Ludwig Gortner: Disinfectant contaminated with Klebsiella oxytoca as a source of sepsis in babies. In: The Lancet. 356 (2000), S. 310. PMID 11071189
- mit Ludwig Gortner und Irwin Reiss: Consequences of scientific reports of complications. In: Lancet. 356 (2000), S. 2015. PMID 11130555
- Blocking oncogenes in malignant cells by RNA interference--new hope for a highly specific cancer treatment? In: Cancer Cell. 2 (2002), S. 167–168. PMID 12242146
- mit Willi Woessmann und Xinbin Chen: Ras-mediated activation of ERK by cisplatin induces cell death independently of p53 in osteosarcoma and neuroblastoma cell lines. In: Cancer Chemother Pharmacol. 50 (2002), S. 397–404. PMID 15257933
- mit Kerstin Busch, Wilhelm Wössmann, Alfred Reiter und Jochen Harbott: Combined polymerase chain reaction methods to detect c-myc/IgH rearrangement in childhood Burkitt’s lymphoma for minimal residual disease analysis. In: Haematologica. 89 (2004), S. 818–825. PMID 15257933
- mit U. Fuchs: The application of siRNA technology to cancer biology discovery. In: Advances in Cancer Research. 96 (2007), S. 75–102. PMID 17161677
- mit Markus Metzler, Jochen Bruch, Daniel Stachel, Thorsten Langer, Jochen Harbott u. a.: Temporary blast reduction after immunoglobulin administration for congenital cytomegalovirus infection masking infant leukemia with cryptic MLL rearrangement. In: Leukemia Research. 31 (2007), S. 553–557. PMID 16814860
- mit K. Huck, O. Feyen, T. Niehues, F. Rüschendorf, N. Hübner, H. J. Laws, T. Telieps, S. Knapp, H. H. Wacker, A. Meindl und H. Jumaa: Girls homozygous for an IL-2-inducible T cell kinase mutation that leads to protein deficiency develop fatal EBV-associated lymphoproliferation. In: Journal of Clinical Investigation. 119 (2009), S. 1350–1358. PMID 19425169